# Al-Valíd II.
Al-Valíd II. (706 – 17. dubna 744), celým jménem al-Valíd II. ibd Jazíd II, byl arabský chalífa z rodu Umajjovců v letech 743–744, synovec předchozího chalífy Hišáma.

## Vláda
Po svém otci byl údajně rozmařilý, velmi rychle utratil nastřádané státní finance. Místo vlády se věnoval umění, naslouchal básníkům, pěvcům, věnoval se hrátkám s otrokyněmi, lovu a gymnastice, kterou mu umožňovala jeho tělesná konstituce. Díky těmto zálibám a vlastnostem se již jako následník dostal do konfliktu se svými umajjovskými příbuznými, kteří se snažili zpochybnit jeho následnictví. Proto princ ještě za Hišámova života opustil dvůr a stáhl se do zámečků na okraji pouště, kde pěstoval své záliby v soukromí. Jedním z těchto zámečků byl i princem vybudovaný Kusejr Amra.
Když zemřel chalífa Hišám, dostavil se do Damašku pouze pro hold, a poté se opět vrátil na jedno ze svých sídel. Jeho vláda byla na počátku přijata s nadšením, ale poddaní a úředníci velice rychle změnili názor poté, co ve státní pokladně začaly docházet peníze. Al-Valíd si proti sobě popudil i své příbuzné, když chtěl na trůn prosadit své nedospělé syny, které zplodil s otrokyní. Navíc došlo k opětovnému pnutí mezi arabskými kmeny Kalb a Kajs, z nichž chalífa nadržoval Kajsovcům. 
Nakonec došlo k povstání, do jehož čela se postavil Jazíd, syn chalífy al-Valída I. Podařilo se mu ovládnout Damašek a s několika tisíci muži pak oblehl chalífu na jednom z jeho zámečků. Al-Valíd II. měl k dispozici pouze svou tělesnou stráž, přesto se statečně bránil a v boji nalezl smrt. Jeho bratranec ho poté nahradil na trůnu jako Jazíd III.